# Coupe du Portugal de football 2006-2007
La Coupe du Portugal de football 2006-2007 voit le triomphe du Sporting Portugal en finale face au CF Belenenses (1-0).
C'est la quatorzième Coupe du Portugal remportée par le Sporting Portugal. 

## Demi-finales
| 18 avril 2007 | Sporting Portugal (D1)              | 2-1 | Beira-Mar (D1)    | Estadio José Alvalade, Lisbonne |  |
|               | João Moutinho 6e · João Moutinho 8e |     | 47e Lamine Diarra |                                 |  |

| 19 avril 2007 | CF Belenenses (D1)              | 2-1 a.p. | Sporting Braga (D1) | Estadio do Restelo, Lisbonne |  |
|               | Dady 5e · José Pedro 110e (pen) |          | 34e Maciel          |                              |  |

## Finale
| 27 mai 2007 | CF Belenenses (D1) | 0-1 | Sporting Portugal (D1) | Estadio Nacional do Jamor, Lisbonne |                           |
|             |                    |     | Liedson 87e            | Arbitrage : Pedro Proença           | Arbitrage : Pedro Proença |